# Gruen-Effekt

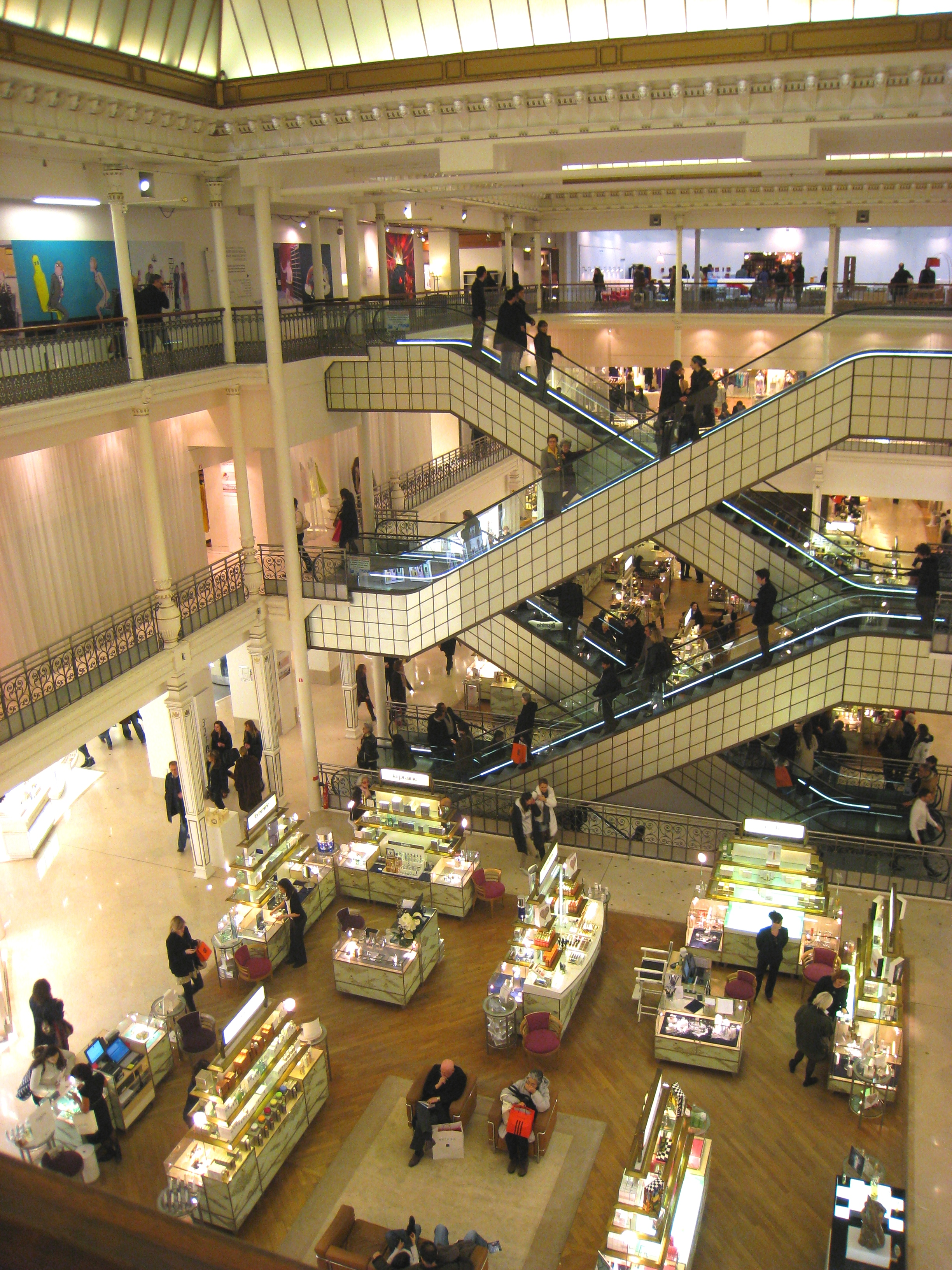
Bon Marché, Paris – Innenansicht

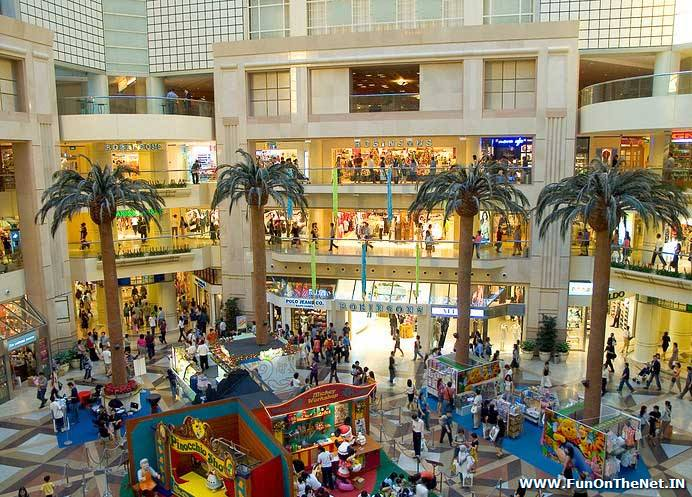
Shopping Mall, Vergnügungszone

Der Gruen-Effekt ist ein nach dem Erbauer des ersten Einkaufszentrums, Victor Gruen, benannter Effekt der Verwirrung, der bei Besuchern großer Einkaufszentren festgestellt werden kann. Er wird von Kaufhäusern bewusst eingesetzt, um die Besucher zu ungewollten Spontankäufen zu verleiten.

## Definition
Als 1956 das erste überdachte, zweistöckige Einkaufszentrum in der Stadt Southdale (nahe Minneapolis) errichtet wird, bot es die optimale Gelegenheit, das Einkaufsverhalten der Kunden zu beobachten und zu analysieren. Die an diesen Untersuchungen beteiligten Psychologen stellten fest, dass Größe und Erscheinung eines solchen Einkaufszentrums eine besondere Sogwirkung auf die Kunden haben. In dem Moment, in dem ein Kunde ein Einkaufszentrum betritt und von der Größe, der gewollten Unübersichtlichkeit und dem Glanz des Einkaufszentrums überwältigt wird, vergisst er seine ursprünglichen Ziele und wird für Verkaufsmanipulationen empfänglich. Er wird zum Spontankäufer.

## Merkmale
Der Gruen-Effekt zeigt sich bei den betroffenen Personen an Merkmalen wie einer Verlangsamung des Gehens, einem verschwommenen Blick und einem Gefühl von Verwirrung. Sie verweisen auf eine veränderte psychische Verfassung, in der Menschen anfälliger für Manipulationen sind.
Marktforscher gehen davon aus, dass die Hälfte aller Einkäufe spontan erfolgen und auf den Gruen-Effekt zurückzuführen sind.

## Anwendung

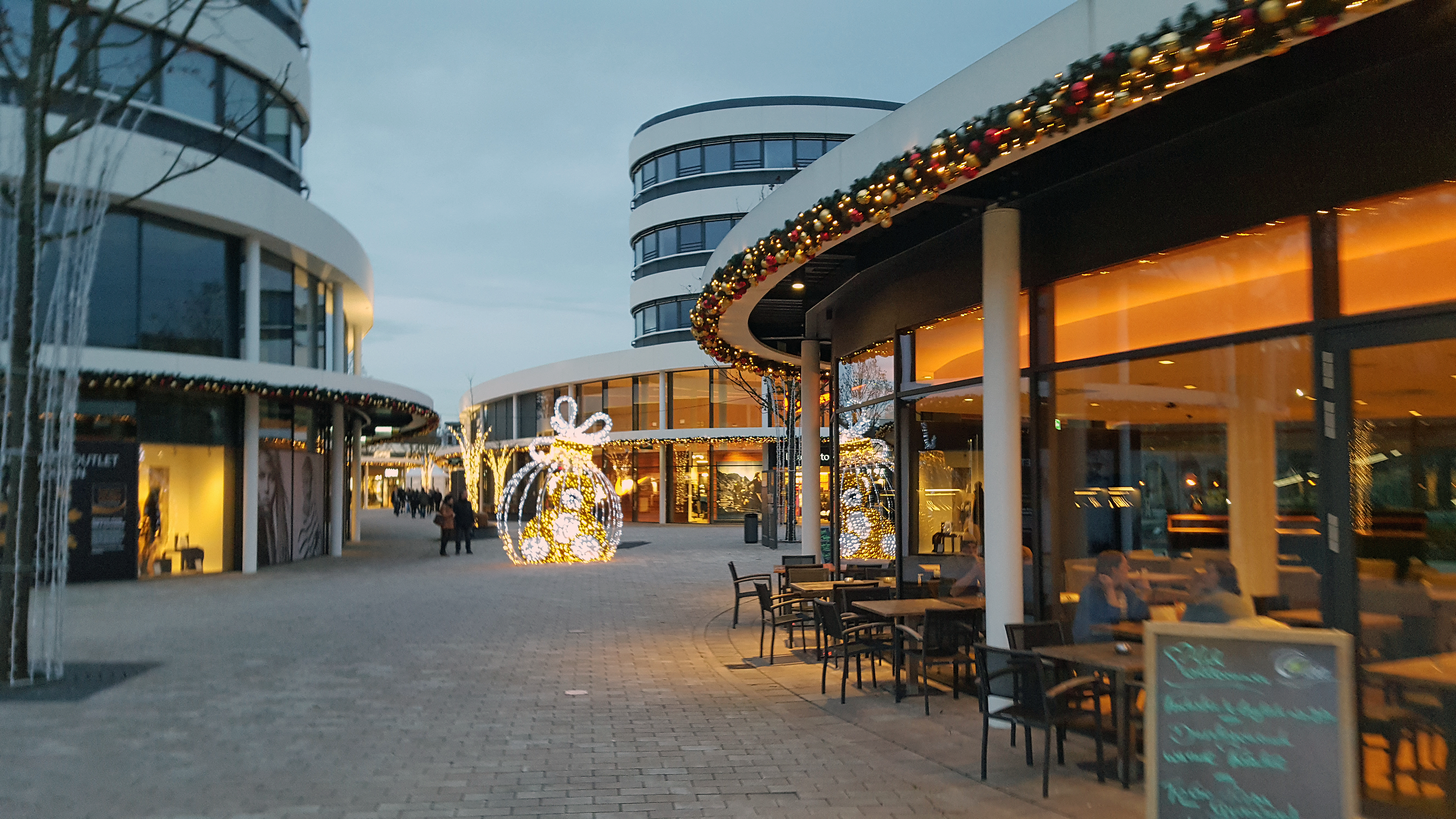
Fashion-Outlet-Center in Montabaur

Gruen entwickelte das Modell einer Einkaufsstadt, die auch Vorbild heutiger Einkaufszentren wurde, in denen mehrere Einzelhandelsgeschäfte und Dienstleistungsangebote unter einem Dach zu einer Stadt in der Stadt so verbunden sind, dass die Kunden dort gerne lange verweilen. Dazu tragen auch die Integration von Cafés und Restaurants bei. Nach Erkenntnissen, dass ein zu starke geschlossene Wirkung bei manchen Personen klaustrophobische Ängste hervorrufen kann, ging man inzwischen dazu über, Gebäude mit Glasdächern zu versehen und offener zu gestalten. Um die eigene Zeit zu schaffen, kann Kunstlicht eingesetzt werden, das gegen Abend fehlendes Tageslicht ausgleicht.
Beim Bau von Einkaufszentren oder Casinos wird versucht, den beschriebenen Effekt hervorzurufen, indem das Einkaufszentrum möglichst als abgeschlossene Welt dargestellt wird, in der das Leben innerhalb einer eigenen Zeit abläuft. Die Trennung der Shopping-Zeit von der Realzeit erfolgt beispielsweise durch vollständige Überdachung des Gebäudes und Einsatz von Kunstlicht, das zu jedem Zeitpunkt dieselbe Umgebungshelligkeit erzeugt. Der gezielte Einsatz von Musik und Hintergrundgeräuschen trägt ebenfalls zum Gruen-Effekt bei. Der Effekt kann durch die Integration von Vergnügungszonen oder Essbereichen verstärkt werden.
Eine weitere Variante sind die Outlet Center, die kleine Städte simulieren, in denen Anbieten von Markenprodukten preiswert angeboten werden. Sie sind nur teilweise überdacht, erzeugen aber durch Eingangstore, Wegeführung und Gestaltung ebenfalls die Wirkung einer Geschlossenheit, durch die Sicherheit und Freude am ausgiebigen „Shoppen“ die Kaufbereitschaft zu erhöhen. Dazu dient eine gut bewachte Umgebung, ein idyllisch anmutenden Design, etwa durch Fachwerkfassaden, Gepflegtheit und Sauberkeit des gesamten Bereichs.
Auch Supermärkte, etwa der Lebensmittelbranche nutzen die Erfahrungen mit dem Gruen-Effekt wie das Verlangsamen, die Lenkung des Blicks bei der Produktplatzierung oder die Verwirrung durch häufigeren Umbau des Geschäfts.